# Asiagomphus amamiensis
Asiagomphus amamiensis – gatunek ważki z rodziny gadziogłówkowatych (Gomphidae). Występuje endemicznie w Japonii.